# Coppa Korać 1977-1978
La Coppa Korać 1977-1978 di pallacanestro maschile venne vinta dal Partizan Belgrado.

## Risultati

### Primo turno
| Squadra 1                        | Totale    | Squadra 2                 | Andata  | Ritorno |
| -------------------------------- | --------- | ------------------------- | ------- | ------- |
| SSV Hagen                        | 198 - 159 | Raja Cural Canarias       | 88-67   | 110-92  |
| Xerox Milano                     | 213 - 138 | Maxmarkt Wels             | 121-68  | 93-70   |
| Nizza                            | 160 - 150 | Hapoel Gvat/Yagur         | 88-84   | 72-66   |
| Orthez                           | 151 - 192 | Juventud Freixenet        | 72-76   | 79-116  |
| Royal Fresh Air Molenbeek        | 185 - 190 | Partizan Belgrado         | 98-80   | 87-110  |
| Şekerspor                        | 163 - 176 | Inter Slovnaft Bratislava | 86-70   | 77-106  |
| Centro Natación Helios Saragozza | 178 - 245 | Cinzano Milano            | 102-105 | 76-140  |
| Berck                            | 162 - 157 | Askatuak San Sebastian    | 88-87   | 74-70   |
| OKK Beko Belgrado                | 195 - 148 | Progress Graz             | 115-67  | 80-81   |
| Hapoel Ramat Gan                 | 188 - 192 | Cibona Zagabria           | 85-83   | 103-109 |
| Panellīnios Atene                | 124 - 159 | Scavolini Libertas Pesaro | 77-67   | 47-92   |
| Emerson Genova                   | 157 - 146 | MTV Wolfenbüttel          | 83-72   | 74-74   |
| Moderne Le Mans                  | 180 - 117 | Aris Salonicco            | 98-46   | 82-71   |
| AEK Atene                        | 152 - 139 | 1.FC Bamberg              | 68-62   | 84-77   |
| Resovia Rzeszów                  | 177 - 165 | Paniōnios                 | 93-63   | 84-102  |
| Bosna Sarajevo                   | 4 - 0     | İTÜ Istanbul              | 2-0     | 2-0     |

### Quarti di finale

#### Gruppo A
|    | Squadra           | G | V | P | PF  | PS  | Dif | P.ti |
| -- | ----------------- | - | - | - | --- | --- | --- | ---- |
| 1. | Partizan Belgrado | 6 | 4 | 2 | 573 | 521 | +52 | 10   |
| 2. | Nizza             | 6 | 4 | 2 | 526 | 503 | +23 | 10   |
| 3. | Emerson Genova    | 6 | 3 | 3 | 507 | 507 | 0   | 9    |
| 4. | AEK Atene         | 6 | 1 | 5 | 451 | 526 | -75 | 7    |

#### Gruppo B
|    | Squadra                   | G | V | P | PF  | PS  | Dif | P.ti |
| -- | ------------------------- | - | - | - | --- | --- | --- | ---- |
| 1. | Bosna Sarajevo            | 6 | 4 | 2 | 619 | 572 | +47 | 10   |
| 2. | Berck                     | 6 | 4 | 2 | 580 | 566 | +14 | 10   |
| 3. | Scavolini Pesaro          | 6 | 3 | 3 | 557 | 590 | -33 | 9    |
| 4. | Inter Slovnaft Bratislava | 6 | 1 | 5 | 558 | 586 | -28 | 7    |

#### Gruppo C
|    | Squadra            | G | V | P | PF  | PS  | Dif | P.ti |
| -- | ------------------ | - | - | - | --- | --- | --- | ---- |
| 1. | Juventud Freixenet | 6 | 6 | 0 | 555 | 472 | +83 | 12   |
| 2. | OKK Belgrado       | 6 | 3 | 3 | 522 | 541 | -19 | 9    |
| 3. | Xerox Milano       | 6 | 2 | 4 | 557 | 547 | +10 | 8    |
| 4. | SSV Hagen          | 6 | 1 | 5 | 530 | 604 | -74 | 7    |

#### Gruppo D
|    | Squadra         | G | V | P | PF  | PS  | Dif  | P.ti |
| -- | --------------- | - | - | - | --- | --- | ---- | ---- |
| 1. | Cinzano Milano  | 6 | 4 | 2 | 546 | 494 | +53  | 10   |
| 2. | Moderne Le Mans | 6 | 4 | 2 | 555 | 505 | +50  | 10   |
| 3. | Cibona Zagabria | 6 | 4 | 2 | 537 | 520 | +17  | 10   |
| 4. | Resovia Rzeszów | 6 | 0 | 6 | 435 | 554 | -119 | 6    |

|  | Qualificate alle semifinali |
|  | Eliminata                   |

### Semifinali
| Squadra 1          | Totale    | Squadra 2         | Andata  | Ritorno |
| ------------------ | --------- | ----------------- | ------- | ------- |
| Juventud Freixenet | 209 - 216 | Partizan Belgrado | 114-109 | 95-107  |
| Cinzano Milano     | 160 - 177 | Bosna Sarajevo    | 79-76   | 81-101  |

### Finale
| Squadra 1         | Risultato | Squadra 2      |
| ----------------- | --------- | -------------- |
| Partizan Belgrado | 117 - 110 | Bosna Sarajevo |

| Coppa Korać 1977-1978       |
| --------------------------- |
| Partizan Belgrado 1º titolo |

## Formazione vincitrice
| N° | Naz.                  | Ruolo | Sportivo         |  | Alt. |  |
| -- | --------------------- | ----- | ---------------- |  | ---- |  |
| 4  | Jugoslavia (bandiera) | P     | Dragan Todorić   |  |      |  |
| 5  | Jugoslavia (bandiera) | G     | Dragan Kićanović |  |      |  |
| 6  | Jugoslavia (bandiera) | G     | Zoran Krečković  |  |      |  |
| 7  | Jugoslavia (bandiera) | A     | Dušan Kerkez     |  |      |  |
| 8  | Jugoslavia (bandiera) | C     | Boban Petrović   |  |      |  |
| 9  | Jugoslavia (bandiera) |       | Dušan Rastović   |  |      |  |
| 10 | Jugoslavia (bandiera) | C     | Milenko Babić    |  |      |  |
| 11 | Jugoslavia (bandiera) | C     | Miodrag Marić    |  |      |  |
| 12 | Jugoslavia (bandiera) | C     | Jadran Vujačić   |  |      |  |
| 13 | Jugoslavia (bandiera) | P     | Boris Beravs     |  |      |  |
| 14 | Jugoslavia (bandiera) | A     | Arsenije Pešić   |  |      |  |
| 15 | Jugoslavia (bandiera) | A     | Dražen Dalipagić |  |      |  |
|    | Jugoslavia (bandiera) | P     | Predrag Bojić    |  |      |  |
|    | Jugoslavia (bandiera) | C     | Milenko Savović  |  |      |  |
|    | Jugoslavia (bandiera) | C     | Milan Medić      |  |      |  |
|    | Jugoslavia (bandiera) | All.  | Ranko Žeravica   |  |      |  |